# کوچلوی علیا
کوچلوی علیا، روستایی از توابع بخش قره قویون شهرستان شوط استان آذربایجان غربی کشور ایران است.

## جمعیت
این روستا در دهستان چشمه سرا قرار داشته و بر اساس سرشماری سال ۱۳۸۵ جمعیت آن ۱۳۳نفر (۳۵ خانوار) 
بوده است.